# ميدتاون مادنس (لعبة)
لعبة جنون المدينة (بالإنجليزية: Midtown Madness)، المعروفة أيضاً باسم Midtown Madness: Chicago Edition هي لعبة سباق تم تطويرها عام 1999 بواسطة Angel Studios ونشرتها مايكروسوفت في نظامها مايكروسوفت ويندوز. تم إصدار النسخة التجريبية في أبريل 1999. تبع ذلك تتمتان، مع إصدار ميدتاون مادنس 2 في سبتمبر 2000 و ميدتاون مادنس 3 في يونيو 2003 لجهاز إكس بوكس. تدور أحداث اللعبة في شيكاغو. الهدف هو أن يفوز اللاعب بسباقات الشوارع ويحصل على سيارات جديدة.
على عكس ألعاب السباق التي تفرض على اللاعب مضمار السباق، تقدم لعبة جنون المدينة عالم مفتوح لمدينة شيكاغو. قيل أن هذا الإعداد يوفر «درجة غير مسبوقة من الحرية للتجول في مدينة افتراضية». يمكن للاعبين استكشاف المدينة باستخدام أحد الأوضاع المتعددة ويمكنهم تحديد حالة الطقس وحركة المرور لكل سباق. تدعم اللعبة سباقات متعددة اللاعبين عبر شبكة محلية أو الإنترنت. تلقت اللعبة تقييمات إيجابية بشكل عام من مواقع الألعاب. طورت أنجيل ستوديوز لعبة فيديو أخرى تتضمن خلق عالم مفتوح للمدن، اسمها نادي منتصف الليل: ستريت ريسينغ .

## اللعب
تتميز لعبة ميدتاونس مادنس بأربعة أوضاع للعب الفردي: بليتز Blitz، وسيركيت Circuit، وتشيكبوينت Checkpoint، وكروز Cruise. في وضع بليتز، يجب أن يتحرّك اللاعب عبر ثلاث نقاط تفتيش ويقود إلى خط النهاية في غضون فترة زمنية محددة. وضع سيركيت يغطي معظم أنحاء المدينة ليشبه مسارات السباق ويضع اللاعب في مواجهة السيارات الأخرى. يجمع وضع تشيكبوينت بين ميزات وضعي بليتز وسيركيت ويجعل اللاعب يتسابق ضد السيارات الأخرى إلى وجهة معينة - ولكنه يضيف أيضًا تعقيدًا آخر لحركة المرور، مثل سيارات الشرطة والمشاة. في وضع كروز، يمكن للاعب ببساطة استكشاف المدينة وفقًا لسرعته الخاصة. يتم تقسيم كل وضع باستثناء كروز إلى مستويات —يؤدي إكمال أحدها إلى فتح المستوى التالي. تشمل الظروف البيئية الموجودة في كل وضع: الطقس (مشمس، ممطر، غائم، ومثلج)، الوقت من اليوم (الصباح الباكر، بعد الظهر، المساء، والليل)، وكثافة المشاة وحركة المرور ومركبات الشرطة. تتضمن شاشة عرض اللعبة على معلومات حول السباق وخريطة مفصلة، ولكن يمكن إيقاف تشغيل هذه الشاشة.
يبدأ اللاعبون بخمس مركبات؛ خمسة أخرى غير قابلة للفتح. وتتراوح السيارات المتاحة بين فولكس فاجن نيو بيتل وفورد إف 350 إلى حافلة مدينة وشاحنة فريتلاينر سينشري. يتطلب فتح قفل المركبات استكمال الأهداف مثل أن ينهي اللعاب السباق ضمن المراكز الثلاثة الأولى في أي سباقين. إذا كان اللاعب قد فاز سابقًا بمهمة سباق، فيمكنه تغيير مدة السباق والطقس عند إعادة لعب السباق مرة أخرى. يسمح وضع تشيكبوينت للاعبين بضبط وتيرة حركة المرور وسيارات الشرطة والمشاة. يمكن أن تتسبب المركبات في حدوث أضرار من الاصطدامات، ويمكن أن تتعطل السيارة في حالة حدوث ضرر مفرط، مما يؤدي إلى فشل سابق لأوانه في سباقات بليتز أو تشيكبوينت، أو ضياع عدة ثوانٍ من الوقت قبل استعادة السيارة فورًا في سباقات سيركيت وكروز.
تم تصميم بيئة مدينة اللعبة على غرار مدينة شيكاغو، بما في ذلك العديد من معالمها، مثل شيكاغو إل وبرج ويليس (المعروف آنذاك باسم برج سيرز) ورايلي فيلد وسولجر فيلد. تتميز الشوارع بعدد من الأشياء التي يمكن للاعب أن يصطدم بها بما في ذلك صناديق القمامة وعدادات وقوف السيارات وصناديق البريد وإشارات المرور. في وضع تشيكبوينت، تتحرك المركبات الأخرى وفقًا لإشارات المرور، لكن اللاعب غير ملزم بطاعتها.
تدعم لعبة ميدتاون مادنس نظام تعدد اللاعبين على شبكة محلية أو الإنترنت أو عن طريق اتصال بالكابل. تم دعم وضع تعدد اللاعبين في الأصل بواسطة إم إس إن جيمنج زون من مايكروسوفت، ولكن تم إيقاف هذه الخدمة في 19 يونيو 2006. يتم دعم هذا النظام الآن بواسطة خدمات مماثلة مثل GameSpy Arcade و XFire، عبر DirectPlay. يشتمل وضع تعدد اللاعبين على وضع Cops and Robbers، وهو عبارة عن لعبة على غرار «امسك المنديل» حيث يشكل اللاعبون فريقين ويحاول كل فريق سرقة مخبأ الفريق المنافس من الذهب وإعادته إلى مخبئه الخاص.

## المركبات
ford mustang fastback 
panoz
volkswagen beetle 
ford mustang gt 1999

## التطوير
كانت ميدتاون مادنس واحدة من أولى الألعاب التي طورتها أنجل ستوديوز للكمبيوتر الشخصي. خططت مايكروسوفت لنشر تتمة لألعاب سباقات الكمبيوتر مع كلمة مادنس في العنوان، بما في ذلك موتوركروس مادنس و مونستر ترك مادنس . وفقًا لمدير المشروع كلينتون كيث، جاء المفهوم الكامن وراء اللعبة إلى اثنين من موظفي مايكروسوفت أثناء محاولة عبور شارع مزدحم في باريس. اقترحوا فكرتهم على أنجل ستوديوز، التي حاولت بيع محاكاة مركبة ثلاثية الأبعاد لشركة مايكروسوفت. في البداية، كانت أنجل ستوديوز مترددة في قبول عرض مايكروسوفت نظرًا لحجم التعهد المقترح. وافقوا في النهاية وقرروا استخدام شيكاغو للإعداد لأن المدينة ظهرت في العديد من مطاردات السيارات الشهيرة في الأفلام، بما في ذلك الإخوة بلوز. طلب فريق التطوير من سكان شيكاغو أن يقوموا باختبار اللعبة لضمان إعادة إنشاء المدينة بأمانة. ذكرت PC Gamer أن إعادة الإنشاء كانت دقيقة في الغالب، على الرغم من نقل بعض المعالم لتحسين طريقة اللعب.
ضمت أنجل ستوديوز ومايكروسوفت سيارات عادية بالإضافة إلى «السيارات الرياضية الإيطالية القوية» التي كثيرًا ما تُشاهد في ألعاب السباقات. حصل المطورون على إذن من الشركات المصنعة لعمل تشابه بين المركبات المختارة. حصلت مايكروسوفت على ترخيص من فولكس فاجن لسيارة بيتل الجديدة، وفورد، لموستانج وإف -350 سوبر ديوتي.  كان الهدف من قرار إتاحة نصف السيارات فقط في البداية هو تعزيز الشعور بالمنافسة. طلب موظفو مايكروسوفت من موظفي شركة أنجل ستوديوز منع اللاعبين من ضرب المشاة. طورت أنجل ستوديوز (بعد اتخاذ قرار بعدم عرض المشاة في بُعدين) نماذج ثلاثية الأبعاد للمشاة يمكنها الجري والقفز بعيدًا عن الطريق. تضمن ميدتاون مادنس خيارًا لإزالة المشاة، لأنهم لا يغيرون طريقة اللعب ولكن قد يؤثرون على أداء النظام عندما يكونون في مجموعة؛ وبالتالي، لا تتطلب اللعبة بطاقة رسوميات ثلاثية الأبعاد.
أعرب فريق التسويق في مايكروسوفت عن اهتمامه بإدراج مطاعم تاكو بل في اللعبة لتشغيل العروض الترويجية التي تتضمن إعطاء بوريتو مجانًا، وفقًا لمدير المشروع كلينتون كيث، ولكن تم طلب الميزة بعد فوات الأوان في التطوير من أجل أن تتمكن أنجل ستوديوز من إجراء التغيير.
تم إصدار نسخة تجريبية للتنزيل في 1 مايو 1999. تضمنت ثلاث سيارات (موستانج، وبانوز رودستر، وحافلة) وجميع أوضاع القيادة باستثناء سيركيت. في ديسمبر 1999، ذكرت أنجل ستوديوز أنها كانت تفكر في تصميم سباقات للاعبين، ولكن في النهاية لم تتم إضافة هذه الميزة. تم إصدار اللعبة النهائية في 27 مايو 1999.
تتميز ميدتاون مادنس عن غيرها من ألعاب السباقات وقتها، خاصة تلك المتأثرة بسلسلة نيد فور سبيد، في توفير بيئة مفتوحة بدلاً من دائرة مغلقة. قال مدير المشروع كلينتون كيث أن العالم المفتوح يجعل طريقة اللعب أكثر تنوعًا ويضيف «عنصر (عناصر) الاكتشاف» مثل إيجاد طرق مختصرة. وصف غاري ويتا اللعبة بأنها سباقات عالم مفتوح. «لا يزال لديك نقاط تفتيش للوصول إليها، [لكن] لا يتعين عليك اتباع معيار أبجد هوز للقيام بذلك.»

## التقييم
| استقبال |        |
| --- | ------ |
| مجموع النقاط المجموع نقاط غيم رانكينغز 81.26% [ 18 ] نتائج المراجعة نشرة نقاط أول غيم [ 19 ] كمبيوتر آند فيديو غيمز 5/5 [ 5 ] إدج 8/10 [ 20 ] [ 21 ] غيمفان [ 22 ] غيم برو [ 23 ] غيم سبوت 7.7/10 [ 24 ] آي جي إن 8.4/10 [ 25 ] بي سي غيمر (الولايات المتحدة) 90% [ 26 ] بي سي زون 90% [ 27 ] |        |
| مجموع النقاط |        |
| المجموع | نقاط   |
| غيم رانكينغز | 81.26% |
| نتائج المراجعة |        |
| نشرة | نقاط   |
| أول غيم | [ 19 ] |
| كمبيوتر آند فيديو غيمز | 5/5    |
| إدج | 8/10   |
| غيمفان | [ 22 ] |
| غيم برو | [ 23 ] |
| غيم سبوت | 7.7/10 |
| آي جي إن | 8.4/10 |
| بي سي غيمر (الولايات المتحدة) | 90%    |
| بي سي زون | 90%    |

كانت تقييمات ميدتاون مادنس إيجابية بشكل عام، حيث أشاد نقاد ألعاب الفيديو بطريقة لعبها. أشارت مراجعة آي جي إن إلى أن اللعبة «لا تعتمد بشكل كبير على القدرة على القيادة؛ فهذه اللعبة تدور حول المتعة.» كما أشادت المراجعة بالبساطة التي يمكن للاعبين من خلالها «اختيار سيارة حقيقية والانطلاق». مراجع جيم سبوت كتب «إنه من الممتع أن تكون قادراً على القايدة مثل المجانين [...] لأنك تعرف أنك لا يمكنك فعل هذا في الحياة الواقعية.» مراجعة ألعاب الكمبيوتر والفيديو علقت على ظرافة اللعبة، التي تأتي من السائقين الآخرين، والشرطة، والمنافسين (الذين يتم وصفهم بالمجانين)، مشيدة بـ«المذبحة التي تتكشف أمام زجاج سيارتك الأمامي». مراجعة بي سي زون رشحت اللعبة، واصفة إياها بالمنعشة جداً. قالت مراجعة توتال فيديو جيم إن اللعبة بدت خيارًا جيدًا، لكنها اعتقدت أن لعبة GT Interactive ستتفوق عليها، والتي صدرت بعد فترة وجيزة. وصفها مراجع AllGame بأنها «يجب شراؤها لعشاق ألعاب القيادة» وقال إنها ستجذب أيضًا اللاعبين الذين ليسوا بالضرورة من عشاق هذا النوع من سيارات السباق. اختتمت مجلة نيكست جينرايشن مراجعتها بالقول إن ميدتاون مادنس لم تكن مبتكرة، لكنها «ستبقى على القرص الصلب لفترة من الوقت وستجعلك تواصل اللعب».
أعطى تل بليفنز من آي جي إن علامات عالية لرسوميات اللعبة، قائلا «إن منطقة وسط مدينة شيكاغو تم تصويره بشكل دقيق جداً» على الرغم من أن أجزاء أخرى من المدينة بدت عامة أكثر. قال مراجع مجلة الجيل القادم أن الرسويمات كانت رائعة وأشاد بـ«دقة تفاصيل الظهور العشوائي للسيارات أمامك» و «تحركات المشاة في خوف عندما تصعد فوق الأرصفة». مراجعة جيم سبوت أثنت على التنوع في الأشخاص الثانويين، ولوحة تابلوه السيارة، والزوايا الواسعة للرؤية خلال القيادة. ومع ذلك، فقد اشتكوا من أن اللعبة تعاني من «معدلات إطارات متقطعة» وتأثيرات بصرية غير مقنعة.

سيارة كاديلاك إلدورادو متضررة بشدة تصطدم بالسيارات في الجهة المقابلة للطريق أثناء مطاردتها من قبل سيارة شرطة. حظيت مثل هذه اللحظات بالثناء على اللعبة لأنها جعلت الأمر «ممتعًا أن تكون قادرًا على القيادة كالمجانين [...] لأنك تعلم أنك لا تستطيع فعل هذا في الحياة الواقعية.»

وأشاد ستيف هيل من بي سي زون بأن أنجل ستوديوز تجنبت الحيل، وبدلا من ذلك قدمت «سيارات ومدينة مُخطّطة بدقة» للاعب. وجاء في مراجعة AllGame أن لعبة ميدتاون مادنس «تمتلك رسوميات رائعة ومدهشة»، واستخدمت أوقات مختلفة من اليوم والطقس كمثال على ذلك. لكنها اشتكت من افتقار السيارات التي لا يسيطر عليها اللاعب إلى التفاصيل. وقال كيم راندل من ألعاب الكمبيوتر والفيديو إنه بالإضافة إلى كون اللعبة «متسقة هيكليًا وبصريًا»، فإن بيئة شيكاغو في ميدتاون مادنس «أعيد إحيائها» - على سبيل المثال، «حافلة مدينة تنطلق بشكل طبيعي عند تقاطع رباعي» يمكن أن ينهي السباق للاعب بتدمير سيارته. ومع ذلك، وصفت مراجعة Total Video Games عرض اللعبة بأنه «بعيد عن المستوى الأمثل» حتى مع متطلبات النظام الموصى بها. وأشار المراجع نويل برادي إلى «نقص خطير في التفاصيل» ووصف الشاشة بـ «الممتلئة»، خاصة بدون بطاقة رسوميات. وكان ينتقد الذكاء الاصطناعي، قائلاً أن السيارات غالباً ما تسير «دون ملاحظة [اللاعب] على الإطلاق». في كتابه AI برمجة آلة اللعبة، وصف بريان شواب لعبة ميدتاون مادنس بأنها تتبع «أسلوب الرواق» وأـنها «سريعة وطلِقَة»، وقال ان حركة المرور في اللعبة مرضية.
وصفت مراجعة آي جي إن السرد في اللعبة بأنها «لمسة لطيفة»، ولكن لاحظت بعض مواطن الخلل في «أصوات المحرك وأصوات بوق التنبيه» التي بخلاف ذلك كانت واضحة. داعية بأن صوت اللعبة استثنائياً، أشادت مراجعة جيم سبوت بمجموعة متنوعة من أصوات السيارات مثل صافرة الحافلة. ذكرت مراجعة AllGame أن اللاعبين «يحصلون على جرعة من الواقع» مع السائقين والمشاة الآخرين «وهم يرمون الإهانات والاستنكارات في طريقك».
رشح محررو بي سي جيمر لعبة ميدتاون مادنس لجائزة أفضل لعبة سباق لعام 1999، والتي ذهبت في النهاية إلى Re-Volt. لقد كتبوا أن ميدتاون مادنس «تضع علامة فارقة في السباقات من خلال إنشاء مدينة ثلاثية الأبعاد حية وتتنفس - ثم السماح لك بتدميرها.» وكانت اللعبة أيضا مرشحة من عالم ألعاب الكمبيوتر لجائزة لعبة سباق العام، لكنها خسرت أمام نيد فور سبيد: الرهانات العالية.

## الإرث
تم إنتاج سلسلة من اللعبة في ثلاثة أجزاء، تم تطوير الثاني منها، ميدتاون مادنس 2، بواسطة أنجل ستوديوز وتم إصداره في سبتمبر 2000. تم تطوير تتمة أخرى، ميدتاون مادنس 3، بواسطة Digital Illusions CE لجهاز إكس بوكس وتم إصدارها في يونيو 2003. كانت العناصر الأكثر شهرة في هذه الألعاب هي بيئة العالم المفتوح المفصلة، والعرض المرئي المتميز والذكاء الاصطناعي المتطور.
في عام 2000، أنشأت أنجل ستوديوز وروكستار جيمز لعبة مدنايت كلاب: ستريت رايسنغ، وهي لعبة فيديو على بلاي ستيشن 2 تضم أيضًا خلق عالم مفتوح للمدن الحضرية. أدى نجاحها النقدي والتجاري إلى ظهور سلسلة ميدنايت كلوب من ألعاب سباقات الشوارع.

## روابط خارجية
- "الموقع الأصلي". مؤرشف من الأصل في 2013-11-06. اطلع عليه بتاريخ 2004-04-07.
- ميدتاون مادنس في MobyGames